# 河津七滝ループ橋
河津七滝ループ橋（かわづななだるループきょう）は、静岡県賀茂郡河津町内、国道414号にある720度ループの橋である。

## 概要
正式名称は、七滝高架橋（ななだるこうかきょう）。全長1064メートル（m）、高低差45m、直径80mの二重ループ橋である。橋梁の設計は日本構造橋梁研究所によるもので、6基の橋脚によりループ橋（上部工）を支えている。ループ橋部分は3径間連続曲線箱桁4連で構成されている。
下田市・河津駅方面からは反時計回りの上り坂、伊豆市・天城トンネル方面からは時計回りの下り坂で720度・2回転ループする。片側1車線の対面通行であるが、この橋を通行する車の危険防止のために、制限速度は時速40キロメートル（km）に制限されており、追越し禁止である。自動車やオートバイのほか、自転車も通行することができる。
ループ橋は、新東名高速道路の長泉沼津インターチェンジから、伊豆縦貫自動車道、伊豆中央道、修善寺道路、国道136号、国道414号と経由して、約53 kmのところにある。なお、ループ中央部のスペースは町営駐車場として利用されている。

## 歴史
かつては山に沿って主要地方道修善寺下田線（静岡県道13号）がつづら折れになっていたが、1978年の伊豆大島近海の地震の影響で崩落し山腹の道路が寸断した。
その後、通行の利便性と高低差を解消し、地震による土砂崩れの教訓を生かした工法を採用し、1981年（昭和56年）にこのループ橋が生まれた。同年、土木学会田中賞を受賞。
主要地方道13号修善寺下田線は1981年4月の一般国道改正に伴い、1982年4月に国道414号に昇格された。

## ギャラリー

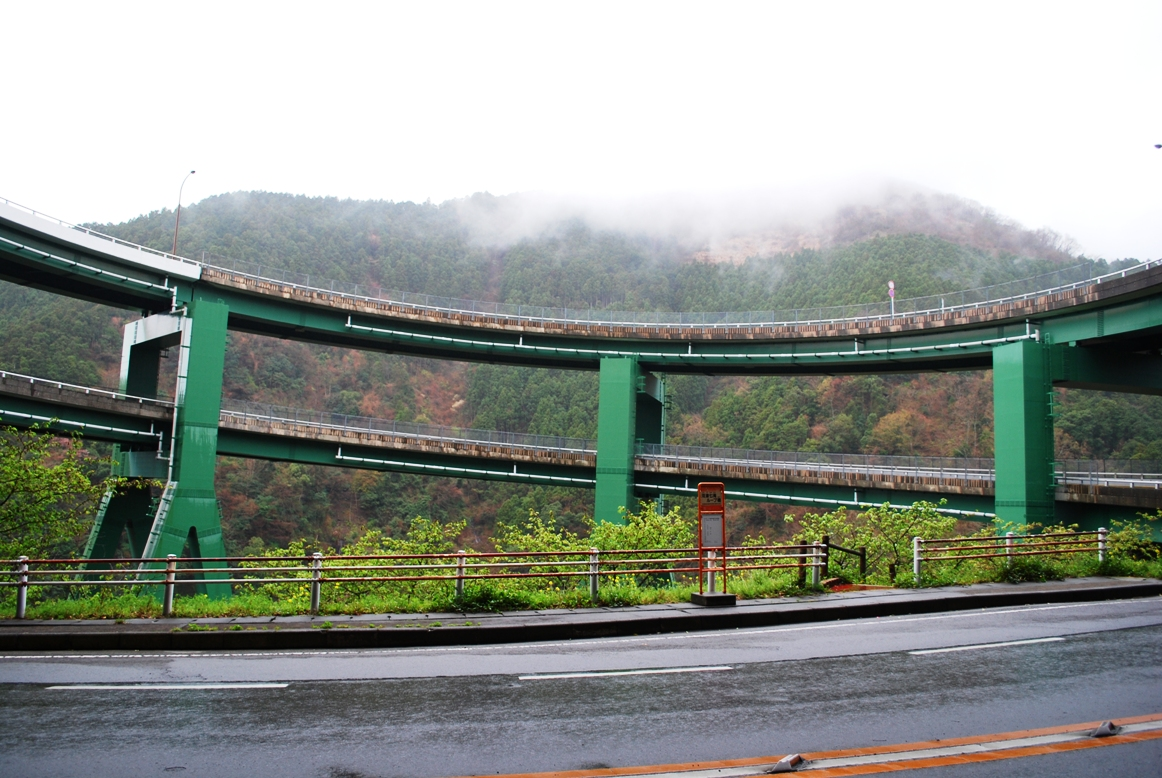
バス停
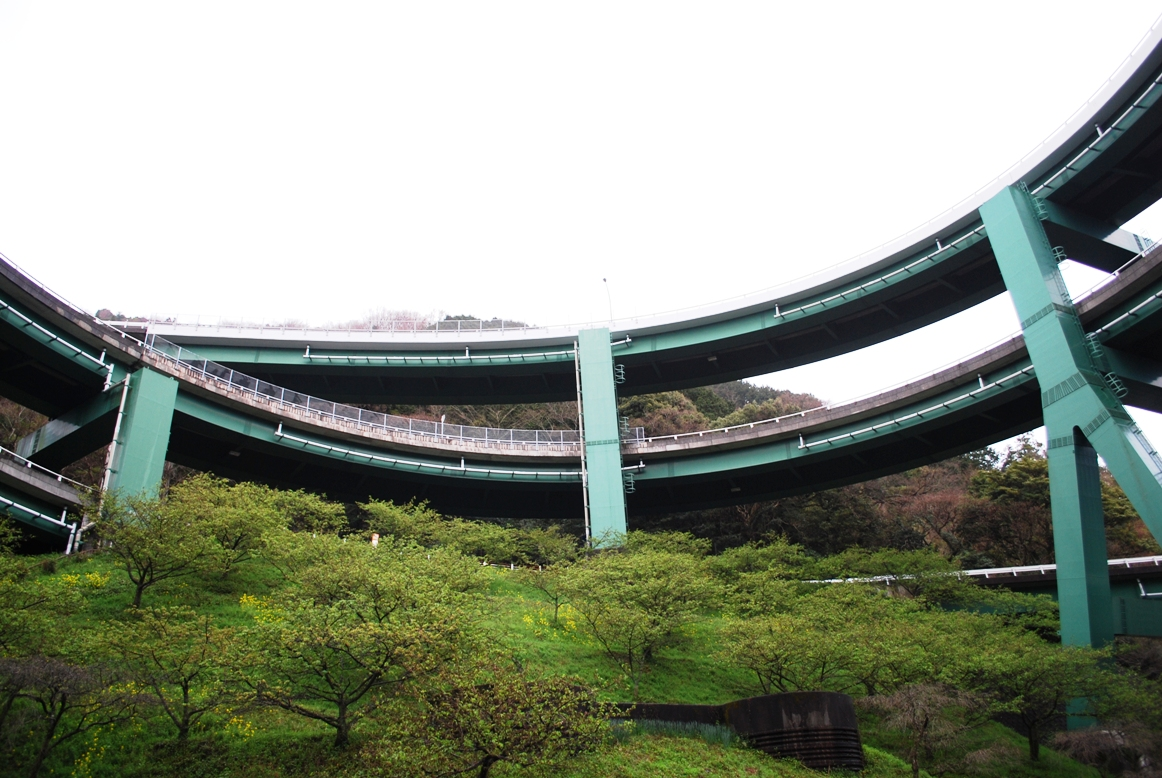
ループ橋下